# Мигдеев, Александр Васильевич
Александр Васильевич Мигдеев (16 августа 1938 - 31 августа 2004) — советник Президента Украины (апрель 1999 — сентябрь 2000). Член ЦК КПУ в 1976—1990 г. Депутат Верховного Совета УССР 11-го созыва.

## Биография
Родился 16 августа 1938 в городе Мариуполь. Украинец.
Образование: Ждановский металлургический институт.
Член КПСС с 1965 года.

Могила А. В. Мигдеева на Главной аллее Запорожского кладбища в Днепре

С 1960 года — помощник мастера, наладчик, старший мастер, заместитель начальника, начальник кузнечного цеха, с 1974 — секретарь парткома ПО «Южный машиностроительный завод».
1975—1981 — 1-й секретарь Красногвардейского районного комитета КПУ г. Днепропетровска.
1981—1989 — председатель исполкома Днепропетровского городского совета народных депутатов.
Затем до 1993 — начальник отдела научной организации труда ПО «Южный машиностроительный завод».
Затем работал в банковской сфере, последняя должность — референт руководителя Днепропетровского горотдела Укрсоцбанка Украины.
10 апреля 1998 года — 27 апреля 1999 — председатель Днепропетровской облгосадминистрации.
Почетное знак отличия Президента Украины (декабрь 1995). Орден «За заслуги» II степени (август 1998). Почетная грамота Кабинета Министров Украины (апрель 1999).
Почётный гражданин Днепропетровска (2001).
Скончался 31 августа 2004 года, похоронен на Запорожском кладбище города Днепра.